# Neolasioptera cuphae
Neolasioptera cuphae är en tvåvingeart som beskrevs av Gagne 1998. Neolasioptera cuphae ingår i släktet Neolasioptera och familjen gallmyggor. Inga underarter finns listade i Catalogue of Life.